# Републикански път III-162
Републикански път IIІ-162 е третокласен път, част от републиканската пътна мрежа на България, на територията на Софийска област и области Монтана и Враца. Дължината му е 41 км.
Пътят започва от 36,3-ти км на Републикански път II-16 при село Гара Лакатник в Искърският пролом. С множество завои и серпентини се изкачва на северозапад до село Миланово, преодолява Дружевската седловина (863 м) и през селата Горна Бела речка и Долна Бела речка слиза във Вършецката котловина. Там пътят остро завива на североизток и продължава по левия бряг на река Ботуня през селата Долно Озирово и Стояново. На 2 км след последното завива на изток, заобикаля Врачанска планина и достига до Републикански път I-1 при 131,2-ри км.
При км 32,1 вляво се отделя Републикански път III-1621 (9,7 км) до село Сумер при 118,6 км на Републикански път I-1.
| Пътища, отклоняващи се надясно (населено място, № на пътя, посока на пътя) | Км   | Пътища, отклоняващи се наляво (посока на пътя, № на пътя, населено място) |
| -------------------------------------------------------------------------- | ---- | ------------------------------------------------------------------------- |
| Община Своге, Софийска област II-16, 36,3 км с. Гара Лакатник →            | 0,0  | → с. Гара Лакатник, 36,3 км, II-16, Софийска област, Община Своге         |
| (за хижа „Пършевица“) общински път с. Миланово ←                           | 7    | с. Миланово                                                               |
|                                                                            | 12   | → общински път (за с. Дружево)                                            |
| Община Вършец, Област Монтана                                              | 13,8 | Област Монтана, Община Вършец                                             |
| с. Горна Бела речка                                                        | 18,9 | с. Горна Бела речка                                                       |
| с. Долна Бела речка                                                        | 20,9 | с. Долна Бела речка                                                       |
|                                                                            | 24,6 | ← 17 км III-812 (от 73,5 км на път II-81)                                 |
| (за с. Горно Озирово) общински път с. Долно Озирово ←                      | 28,7 | с. Долно Озирово                                                          |
| с. Стояново                                                                | 30,3 | с. Стояново                                                               |
|                                                                            | 32   | → общински път (за с. Черкаски)                                           |
|                                                                            | 32,1 | → 0 км III-1621 (за 18,6 км на I-1)                                       |
| Община Криводол, Област Враца                                              | 33   | Област Враца, Община Криводол                                             |
|                                                                            | 36,5 | ← 15 км III-1302 (от гр. Криводол)                                        |
| I-1, 131,2 км ←                                                            | 37,1 | ← 131,2 км, I-1                                                           |